# Río Cauto, Cuba
Río Cauto là một đô thị ở tỉnh Granma của Cuba. Đô thị này nằm ở phía bắc của tỉnh này, thượng lưu của sông Cauto.

## Dân số
Năm 2004, đô thị Río Cauto có dân số 47.833 người. với tổng diện tích 1.500 km² (579,2 mi²), và mật độ dân số 31,9người/km² (82,6người/sq mi).